# V. dinasztia

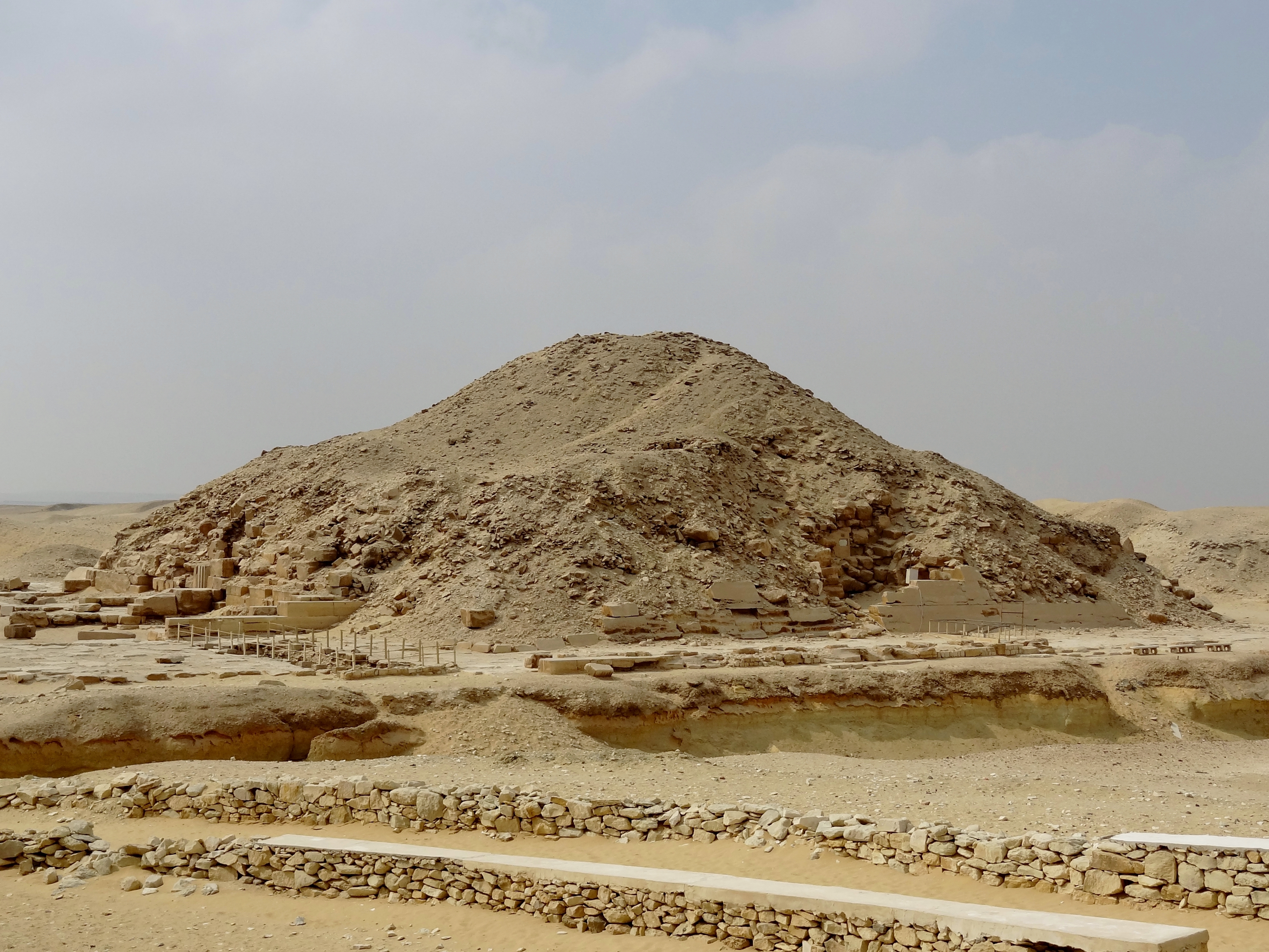
Unisz szakkarai piramisa

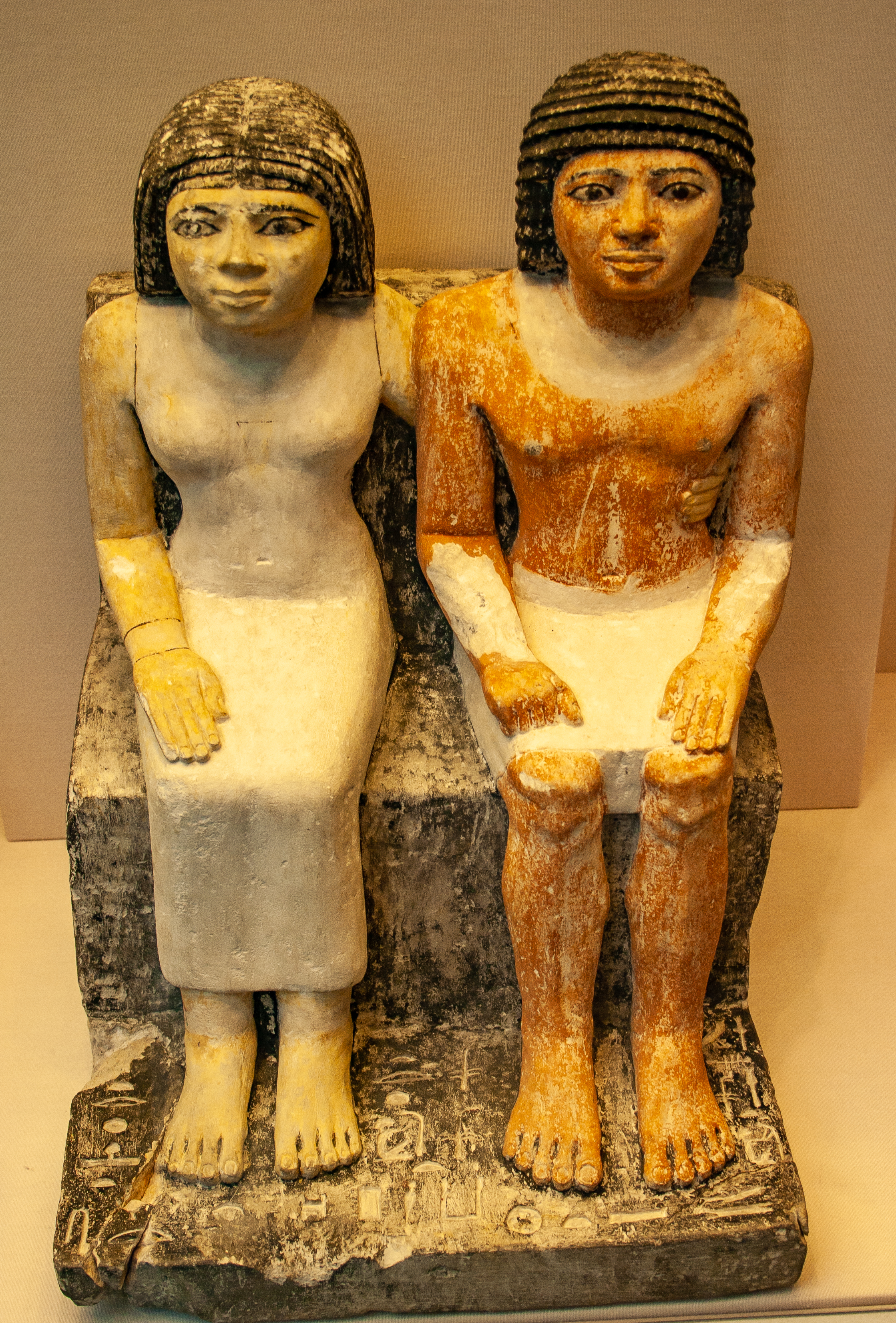
Házaspár festett szobra az V-VI. dinasztiák idejéből

Az ókori egyiptomi V. dinasztia a III., IV. és VI. dinasztiával együtt alkotja az óbirodalmat. A dinasztia kilenc ismert uralkodója összesen kb. 150 évig volt hatalmon az i. e. 25–24. században.

## Kronológia
Manethón 248 évnyi uralkodást tulajdonít a dinasztiának, és azt is állítja, hogy székhelyük Elephantiné volt, de sokkal valószínűbb, hogy nagyjából 150 évre terjedt ki uralmuk (bár a becslés tudósonként és forrásonként eltér), palotáik pedig a régészeti bizonyítékok alapján Memphiszben álltak. A dinasztia időbeli elhelyezésére több elmélet is született: i. e. 2513–2374, 2510–2370, 2510–2460, 2504–2345, 2498–2345, 2494–2345, 2465–2323, 2454–2297, 2450–2335,
2450–2325, 2435–2306, 2392–2282. A dinasztiához tartozó uralkodók sorrendje nagyjából ismert, de nem teljesen bizonyított, mert a kevéssé ismert Sepszeszkaré uralkodását illetően ellentmondások vannak a történelmi források és a régészeti leletek között.

## Uralkodói
Az itt felsorolt uralkodók Hórusz-neve vagy uralkodói neve és a legtöbb királyné neve Aidan Dodson és Dyan Hilton könyvéből származik.
| Név               | Hórusz- (uralkodói) név | Uralkodott           | Piramis                      | Királyné                        |
| ----------------- | ----------------------- | -------------------- | ---------------------------- | ------------------------------- |
| Uszerkaf          | Irimaat                 | 7 év                 | Uszerkaf-piramis, Szakkara   | I. Hentkauesz (?) Noferhotepesz |
| Szahuré           | Nebhau                  | 13 év 5 hónap 12 nap | Szahuré-piramis, Abuszír     | Meritnebti                      |
| Noferirkaré       | Noferirkaré             | 20 év                | Noferirkaré-piramis, Abuszír | II. Hentkauesz                  |
| Noferefré         | Noferhau                | 2–3 év               | Noferefré-piramis, Abuszír   | III. Hentkauesz (?)             |
| Sepszeszkaré      | Sepszeszkaré            | Pár hónap            | Talán Abuszírban             |                                 |
| Niuszerré Ini     | Niuszerré               | 24–35 év             | Niuszerré-piramis, Abuszír   | Reptinub                        |
| Menkauhór Kaiu    | Menkauhór               | 8–9 és               | Menkauhór-piramis, Szakkara  | IV. Mereszanh (?)               |
| Dzsedkaré Iszeszi | Dzsedkaré               | 33 – több mint 44 év | Dzsedkaré-piramis, Szakkara  | Szetibhor                       |
| Unisz             | Uadzstaui               | 15–30 év             | Unisz-piramis, Szakkara      | Nebet Henut                     |